# Partito Anti-Rivoluzionario
Il Partito Anti-Rivoluzionario (in olandese: Anti-Revolutionaire Partij - ARP) fu un partito politico dei Paesi Bassi operativo dal 1879 al 1980.
Fondato dal teologo neo-calvinista Abraham Kuyper, rappresentava la componente ortodossa della Chiesa riformata (Nederlandse Hervormde Kerk) e si caratterizzava come una forza politica social-conservatrice; contribuì alla costruzione di un sistema di pillarizzazione della società.
Nel 1980 dette vita, insieme al Partito Popolare Cattolico e all'Unione Cristiana-Storica, ad un nuovo soggetto politico, Appello Cristiano Democratico.

## Risultati
| Elezione         | Voti    | %     | Seggi    |
| ---------------- | ------- | ----- | -------- |
| Legislative 1918 | 179.523 | 13,36 | 13 / 100 |
| Legislative 1922 | 402.277 | 13,73 | 16 / 100 |
| Legislative 1925 | 377.426 | 12,23 | 13 / 100 |
| Legislative 1929 | 391.832 | 11,59 | 12 / 100 |
| Legislative 1933 | 499.890 | 13,43 | 14 / 100 |
| Legislative 1937 | 665.501 | 16,40 | 17 / 100 |
| Legislative 1946 | 614.201 | 12,90 | 13 / 100 |
| Legislative 1948 | 651.610 | 13,21 | 13 / 100 |
| Legislative 1952 | 603.111 | 11,31 | 12 / 100 |
| Legislative 1956 | 567.535 | 9,91  | 15 / 100 |
| Legislative 1959 | 563.091 | 9,39  | 14 / 150 |
| Legislative 1963 | 545.836 | 8,72  | 13 / 150 |
| Legislative 1967 | 681.060 | 9,90  | 15 / 150 |
| Legislative 1971 | 542.742 | 8,59  | 13 / 150 |
| Legislative 1972 | 653.609 | 8,84  | 14 / 150 |